# William Bradford (Politiker, 1729)

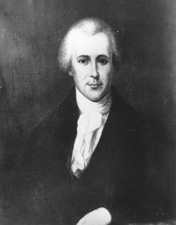
William Bradford

William Bradford (* 4. November 1729 in Plympton, Plymouth County, Province of Massachusetts Bay; † 6. Juli 1808 in Bristol, Rhode Island) war ein britisch-amerikanischer Politiker, der den Bundesstaat Rhode Island im US-Senat vertrat.
Der im heutigen Massachusetts geborene William Bradford war der Ururenkel des gleichnamigen Gouverneurs der Plymouth Colony im 17. Jahrhundert. Später wurde er der Schwiegervater von US-Senator James De Wolf. Er studierte Medizin in Hingham und war dann als Arzt in Warren tätig. Später zog er nach Bristol, wo er auf der Mount Hope Farm lebte, die heute im National Register of Historic Places verzeichnet ist. Dort begann auch seine politische Laufbahn, als er 1761 erstmals ins Kolonialparlament gewählt wurde, dem er mit kurzen Unterbrechungen bis 1803 angehörte. Während dieser Zeit absolvierte er auch ein Jura-Studium, wurde 1767 in die Anwaltskammer aufgenommen und begann in Bristol zu praktizieren. Von 1775 bis 1778 fungierte Bradford als Stellvertreter des Gouverneurs (Deputy governor). Im Jahr 1776 wurde er in den Kontinentalkongress gewählt, er verzichtete aber auf dieses Mandat.
Als die britische Marine am 7. Oktober 1775 die Stadt Bristol unter Beschuss nahm, gehörte Bradfords Haus zu jenen, die zerstört wurden. Später handelte er auf einem der Kriegsschiffe einen Waffenstillstand aus.
Nachdem sich die Regierung der Vereinigten Staaten etabliert hatte, wurde William Bradford als Nachfolger von Joseph Stanton in den US-Senat gewählt. Er nahm sein Mandat als Föderalist ab dem 4. März 1793 wahr und wurde am 6. Juli 1797 Präsident pro tempore; im Oktober desselben Jahres trat er als Senator zurück. Bradford kehrte nach Bristol zurück, wo er 1808 starb.